# Jean-Joseph Merlin

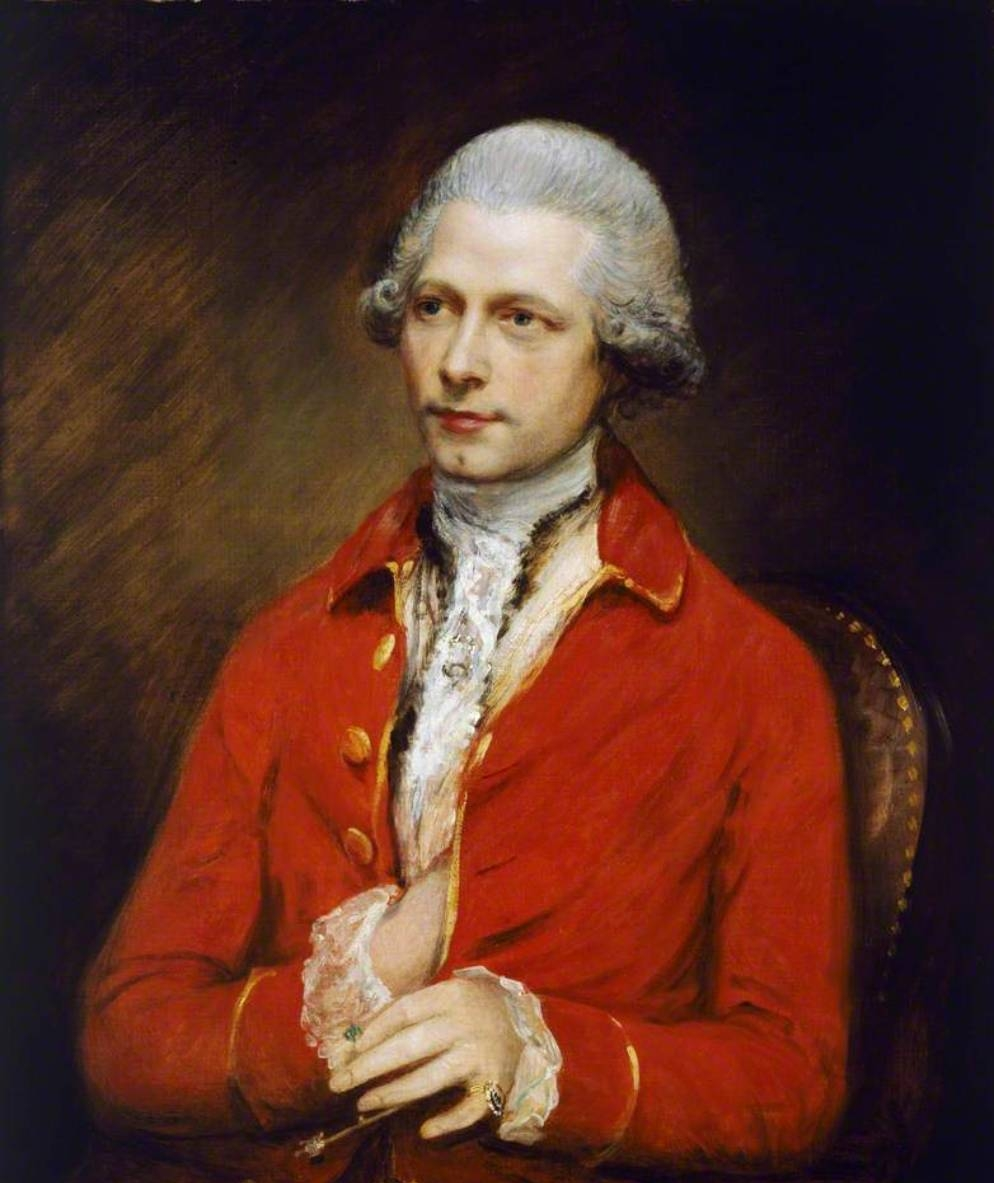
John-Joseph Merlin door Thomas Gainsborough

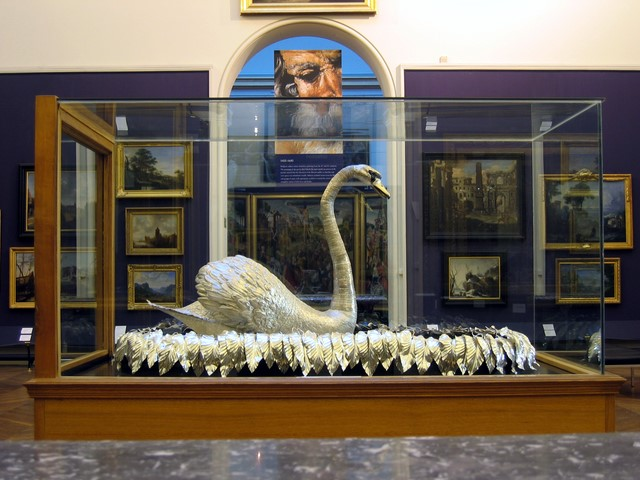
Merlins Zilveren zwaan uit 1773

Jean-Joseph Merlin (Huy, 17 september 1735 – Londen, 4 mei 1803) was een Belgische uitvinder en horlogemaker.
Merlin is de uitvinder van de rolschaatsen, die hij voor het eerst maakte in 1760. Zijn ontwerp was van het inline-type. Hij nam er geen patent op.
Merlin was ook de uitvinder van het Cox' horloge. Dit uurwerk moest niet opgewonden worden maar werkte door de schommelingen in de luchtdruk. Zijn vaardigheid als horlogier kwam ook tot uiting in de zilveren zwaan, een befaamde automaat uit 1773 waarvan hij de drie interne klokwerken had gemaakt.
Daarnaast verbeterde hij ook een aantal muziekinstrumenten.
Hij richtte het Merlins Mechanisch Museum op om zijn machines tentoon te stellen.
Hij werkte op latere leeftijd vooral in Parijs en later ook in Londen, waar hij stierf.